# ان‌جی‌سی ۸۹
ان‌جی‌سی ۸۹ یک کهکشان‌ است.